# Людер
Людер (нім. Lüder) — громада в Німеччині, розташована в землі Нижня Саксонія. Входить до складу району Ільцен. Складова частина об'єднання громад Ауе.
Площа — 55,33 км2. Населення становить 1255 ос. (станом на 31 грудня 2021).